# سار سینه‌شرابی
سار سینه‌شرابی (نام علمی: Sturnus burmannicus) نام یک گونه از تیره ساران است. این پرنده در کامبوج, جمهوری خلق چین, لائوس, مالزی, میانمار, تایلند, و ویتنام زندگی می‌کند.